# Аржоля, Сесиль
Сесиль Аржоля (фр. Cécile Argiolas, р.6 июля 1976) — французская фехтовальщица-саблистка, многократная чемпионка мира и Европы.

## Биография
Родилась в 1976 году в Тулузе. В 1999 году завоевала серебряные медали чемпионатов мира и Европы. В 2000 году стала обладательницей бронзовой медали чемпионата мира, а также серебряной медали чемпионата Европы. В 2002 году стала чемпионкой Европы и бронзовым призёром чемпионата мира в личных турнирах. В 2003 году завоевала серебряную медаль чемпионата Европы. В 2004 году стала бронзовым призёром чемпионата мира в команде, на Олимпийских играх в Афинах заняла лишь 13-е место в личном турнире. В 2006 году стала победительницей чемпионата мира и бронзовым призёром чемпионата Европы в командных турнирах. В 2007 году в составе сборной Франции стала чемпионкой мира и Европы.